# Diawaras
WALAAB
3+(4-(_!_
(sm en mandingue) qui aurait été originellement donné à leur ancêtre dans des circonstances particulières.
Les Diawara appartiennent au groupe ethnique des Soninké, ils pratiquent la même langue.

## Effectifs
Les Diawaras sont peu nombreux, quelques dizaines de milliers d'individus seulement, mais aujourd'hui ils sont présents dans plusieurs pays de l'Afrique de l'ouest ou ils vivent le plus souvent en communauté très soudée et surtout commerçante.

## Localisation
Les Diawaras sont présents dans le Kingui (cercle de Nioro) et le Bakhounou (cercle de Nara)[Où ?], respectivement fiefs des Diawaras Sagoné et des Diawaras-Dabora.

## Caractéristiques
Seules leurs colonies qui sont allées s'installer, soit à la suite des migrations volontaires, soit pour des raisons de guerres extérieures ou des dissensions au sein du groupe primitif, au milieu des ethnies saracollé du Guidimakha et du Gadiaga, bambara dans le cercle de Kayes, khassoaké dans le cercle de Bafoulabé, beaucoup plus nombreuses qu'elles, ont été amenées à adopter, par mimétisme, les coutumes de celles-ci sans pour autant perdre leur originalité ethnique.

## Histoire
Les Diawaras furent les maîtres d'un royaume qui s'étendait au moment de son apogée du Ouagadou (Ghana) aux bords du fleuve Sénégal et du Hodh (Mauritanie) aux bords du Baoulé (cercle de Kolokani- Mali) après avoir vaincu les Soninké, de la puissante agglomération de Diâra, l'empire du Tekrour (Fouta sénégalais) et les Bambaras Massassi du Kaarta.
Ils furent vaincus pour la première fois depuis le XIXe siècle, par le Toucouleurs El Hadj Oumar Tall après avoir vaincu leur Kourougoumé (généralissime) Biranté Karounga Diawara.
Mais des siècles de combats et de luttes intestines ont fini par réduire peu à peu l'étendue de leur territoire, limité actuellement au Nord par le Hodh (malien et mauritanien), au sud par les contreforts du Kaarta, à l'Est par le Bélédougou et à l'Ouest par le Diafounou.
Ainsi confinés dans ce domaine territorial réduit, les Diawara ont pu préserver leurs coutumes ancestrales.